# Taranis moerchii
Taranis moerchii é uma espécie de gastrópode do gênero Taranis, pertencente a família Raphitomidae.